# Jeannine C. Oppewall
Jeannine Claudia Oppewall (* 28. November 1946 in Whitinsville bei Uxbridge, Massachusetts, Vereinigte Staaten) ist eine US-amerikanische Filmarchitektin.

## Leben
Jeannine C. Oppewall hatte das Calvin College in Grand Rapids (Michigan) besucht und mittelalterliche Geschichte am Bryn Mawr College in Lower Merion Township, Pennsylvania, studiert. Ihre berufsspezifische Ausbildung erhielt Oppewall bei dem Künstler und Dokumentaristen Charles Eames, für den sie acht Jahre lang als Kuratorin wirkte und dessen Museumsausstellungen sie organisierte. Später begann sie selbständig zu arbeiten und fand Beschäftigung als Ausstatterin und Szenenbildnerin in Hollywood.
Seit 1982 Chefarchitektin, beeindruckte Jeannine Oppewall vor allem mit der Schaffung gutbürgerlicher Lebens- und Wohnwelten in leisen, behutsamen Geschichten wie Music Box – Die ganze Wahrheit, Corrina, Corrina, Die Brücken am Fluß und Pleasantville, oftmals versehen mit einem Schuss Nostalgie. Faktisch alle von ihr ausgestatteten Filme sind sorgfältig hergestellte Unterhaltungsproduktionen der A-Kategorie. Für ihre szenografischen Leistungen zu L.A. Confidential, Pleasantville, Seabiscuit – Mit dem Willen zum Erfolg und Der gute Hirte wurde die Künstlerin jeweils für den Oscar nominiert.

## Filmografie (Auswahl)
- 1980: Die Schulhofratten von Chicago (My Bodyguard)
- 1981: Blow Out – Der Tod löscht alle Spuren (Blow Out)
- 1983: Comeback der Liebe (Tender Mercies)
- 1983: Hörig (Love Letters)
- 1983: Die Zeit verrinnt – die Navy ruft (Racing with the Moon)
- 1984: Maria’s Lovers (Maria’s Lovers)
- 1985: Desert Hearts (Desert Hearts)
- 1986: The Big Easy – Der große Leichtsinn (The Big Easy)
- 1987: Light of Day – Im Lichte des Tages (Light of Day)
- 1987: Wolfsmilch (Ironweed)
- 1989: Rooftops – Dächer des Todes (Rooftops)
- 1989: Einfach affig (Animal Behavior)
- 1989: Music Box – Die ganze Wahrheit (Music Box)
- 1990: Frühstück bei ihr (White Palace)
- 1990: Eine fast anständige Frau (Sibling Rivalry)
- 1992: Der Außenseiter (School Ties)
- 1993: Spurlos (The Vanishing)
- 1994: Corrina, Corrina
- 1995: Die andere Mutter (Losing Isaiah)
- 1995: Die Brücken am Fluß (The Bridges of Madison County)
- 1996: Zwielicht (Primal Fear)
- 1996: Tödliche Verschwörung (The Rich Man’s Wife)
- 1997: L.A. Confidential
- 1998: Pleasantville – Zu schön, um wahr zu sein (Pleasantville)
- 1999: Schnee, der auf Zedern fällt (Snow Falling on Cedars)
- 2000: Die WonderBoys (Wonder Boys)
- 2002: Der Anschlag (The Sum of All Fears)
- 2002: Catch Me if You Can
- 2003: Seabiscuit – Mit dem Willen zum Erfolg (Seabiscuit)
- 2006: Der gute Hirte (The Good Shepherd)
- 2008: The Happening
- 2010: Peacock (auch Produktionsleitung)
- 2010: Woher weißt du, dass es Liebe ist (How Do You Know)
- 2013: The Face of Love
- 2013: A Perfect Man
- 2014: Von 5 bis 7 – Eine etwas andere Liebesgeschichte (5 to 7)
- 2015: 40 Tage in der Wüste (Last Days in the Desert)
- 2016: Wakefield – Dein Leben ohne dich (Wakefield)
- 2016: Regeln spielen keine Rolle (Rules Don’t Apply)
- 2019: The Best of Enemies
- 2022: The In Between
- 2022: Tiefe Wasser (Deep Water)